# Premier League Darts 2012
De McCoy's Crisps Premier League Darts 2012 was een dartstoernooi, dat georganiseerd werd door de Professional Darts Corporation. Het toernooi begon op 9 februari 2012 en duurde tot en met de finale op 17 mei 2012 in The O2 Arena in Londen.

## Gekwalificeerde spelers
De top vier van de Order of Merit na het wereldkampioenschap is automatisch geplaatst en werd vergezeld door vier wildcardwinnaars.
| Speler                   | Aantal deelnames in de Premier League | Aantal deelnames op Rij | Beste resultaat                        | Huidige positie op de PDC Order of Merit |
| ------------------------ | ------------------------------------- | ----------------------- | -------------------------------------- | ---------------------------------------- |
| Phil Taylor              | 8e                                    | 8                       | Winnaar (2005, 2006, 2007, 2008, 2010) | 1                                        |
| Adrian Lewis             | 5e                                    | 3                       | Runner-up (2011)                       | 2                                        |
| James Wade               | 5e                                    | 5                       | Winnaar (2009)                         | 3                                        |
| Gary Anderson            | 2e                                    | 2                       | Winnaar (2011)                         | 4                                        |
| Simon Whitlock WC        | 3e                                    | 3                       | Halve finale (2010)                    | 5                                        |
| Andy Hamilton WC         | 1e                                    | 1                       | n.v.t.                                 | 7                                        |
| Raymond van Barneveld WC | 7e                                    | 7                       | Winnaar (2014)                         | 8                                        |
| Kevin Painter WC         | 1e                                    | 1                       | n.v.t.                                 | 10                                       |

WC = wildcard

## Uitslagen

### Groepsfase
| Pos. | Naam                  | Gs. | W  | G | V | Ptn. |
| ---- | --------------------- | --- | -- | - | - | ---- |
| 1    | Phil Taylor           | 14  | 11 | 2 | 1 | 24   |
| 2    | Simon Whitlock        | 14  | 7  | 2 | 5 | 16   |
| 3    | Andy Hamilton         | 14  | 4  | 5 | 5 | 13   |
| 4    | James Wade            | 14  | 5  | 3 | 6 | 13   |
| 5    | Raymond van Barneveld | 14  | 4  | 5 | 5 | 13   |
| 6    | Adrian Lewis          | 14  | 4  | 4 | 6 | 12   |
| 7    | Kevin Painter         | 14  | 5  | 1 | 8 | 11   |
| 8    | Gary Anderson         | 14  | 3  | 4 | 7 | 10   |

- Top 4 plaatst zich na speeldag 14 voor de play-offs

### Halve finale
- Phil Taylor  8 – 6  James Wade
- Simon Whitlock  8 – 6  Andy Hamilton

### Finale
- Phil Taylor  10 - 7  Simon Whitlock